# Hago Nederland BV
Hago Nederland BV (kortweg Hago) is een landelijk schoonmaakbedrijf dat onderdeel uitmaakt van Vebego, een internationaal opererend bedrijf dat diensten aanbiedt in de tertiaire sector.
Hago is samen met haar Vebego-zusterbedrijven actief op bijna alle gebieden van facilitaire dienstverlening in vijf Europese landen. In 2012 werd met bijna 50.000 werknemers een omzet gerealiseerd van meer dan 1.136 miljoen euro.

## Geschiedenis
Hago werd in 1943 opgericht door Ton Goedmakers en was van origine een glazenwassersbedrijf. De naam Hago is afgeleid van de naam van zijn vader Harrie Goedmakers. De eerste klanten waren kleine bedrijven, maar na een paar jaar werd de eerst grote klant binnengehaald: de toenmalige Staatsmijnen, het tegenwoordige DSM.
Eind jaren 40 ontwikkelde Goedmakers een systeem om de tijd te kunnen meten die nodig was voor de verschillende schoonmaakhandelingen. Dit systeem, dat inmiddels door vele bedrijven wordt toegepast, maakte het voor het eerst mogelijk om een offerte te maken met heldere kostenopbouw. Dit was in 1950 voor Philips reden om met twaalf vestigingen klant te worden bij Hago, waardoor het eerst nog regionale bedrijf ineens uitgroeide naar een landelijk schoonmaakbedrijf.
In 1968 was het Diaconessenziekenhuis in Eindhoven de eerste klant binnen de gezondheidszorg. Er zouden meer gezondheidszorginstellingen volgen; tegenwoordig is Hago marktleider in deze sector.
Hago is inmiddels uitgegroeid tot een van de grootste schoonmaakbedrijven van Nederland met meer dan 8.000 medewerkers.
Per 1 januari 2023 gaat Hago Nederland BV verder onder de naam Vebego Cleaning Services.